# Cripta de la Colònia Güell
La cripta de la Colònia Güell és una obra modernista d'Antoni Gaudí, declarada bé cultural d'interès nacional i Patrimoni de la Humanitat per la UNESCO. Va ser construïda entre 1908 i 1915 per encàrrec de l'empresari Eusebi Güell com a part d'un projecte inacabat d'església per als seus treballadors de la Colònia Güell, situada a Santa Coloma de Cervelló (Baix Llobregat).

## Història i descripció

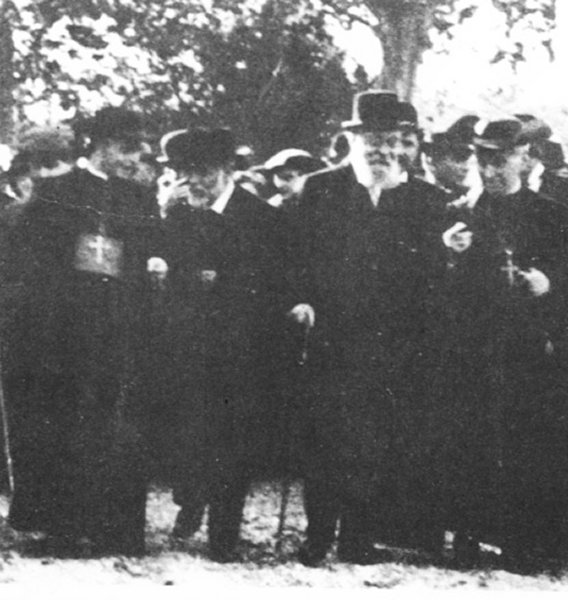
Gaudí i Eusebi Güell de visita a la Colònia Güell (1910)

El projecte de colònia obrera ideat per Eusebi Güell disposava d'hospital, fonda, escola, comerços, teatre, cooperativa i capella, a més de les fàbriques i els habitatges dels obrers, en una superfície total d'unes 160 hectàrees. S'ubicà en els terrenys de l'antiga masia coneguda com a Can Soler de la Torre, adquirida pel seu pare Joan, i Gaudí s'encarregà de la planimetria del conjunt, tasca en la que comptà amb la col·laboració dels seus ajudants Francesc Berenguer i Mestres, Joan Rubió i Josep Canaleta.

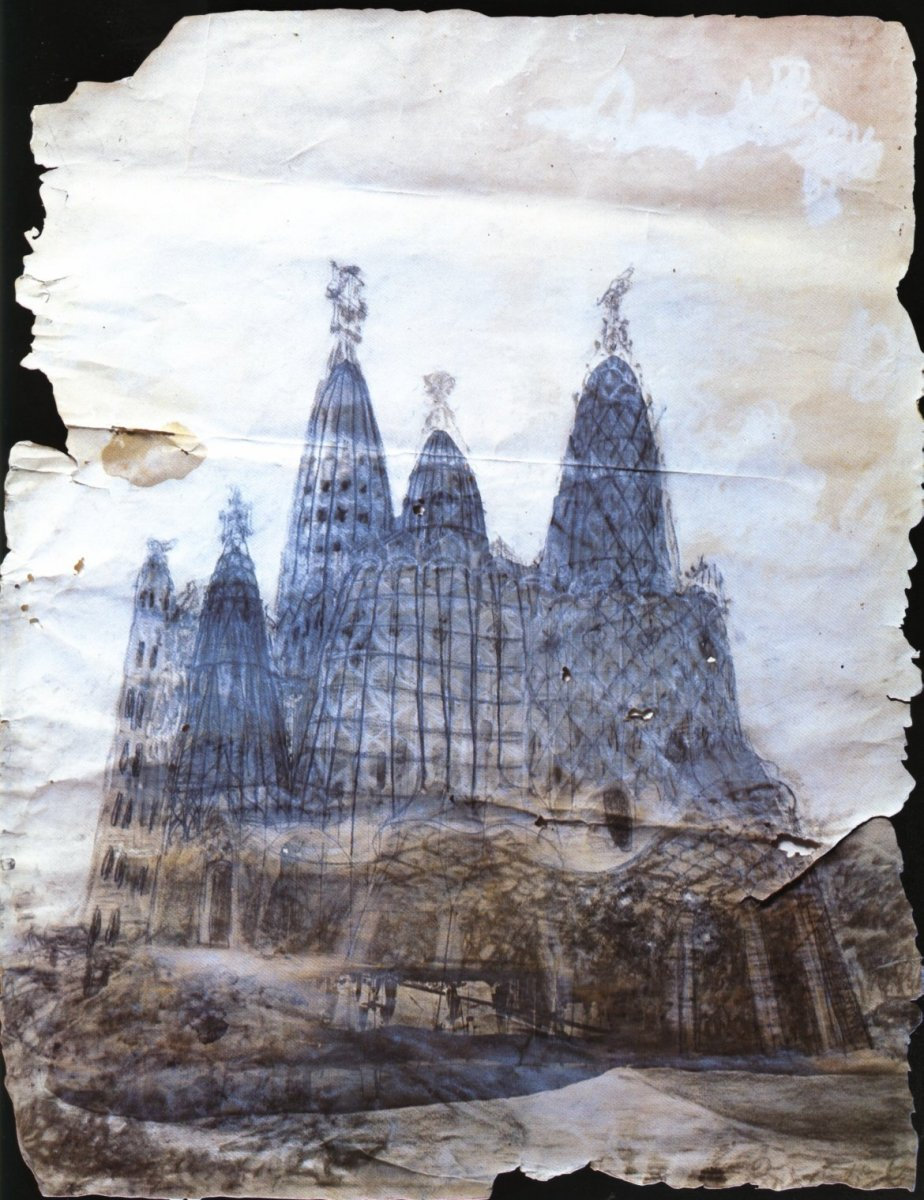
L'església segons el projecte original de Gaudí

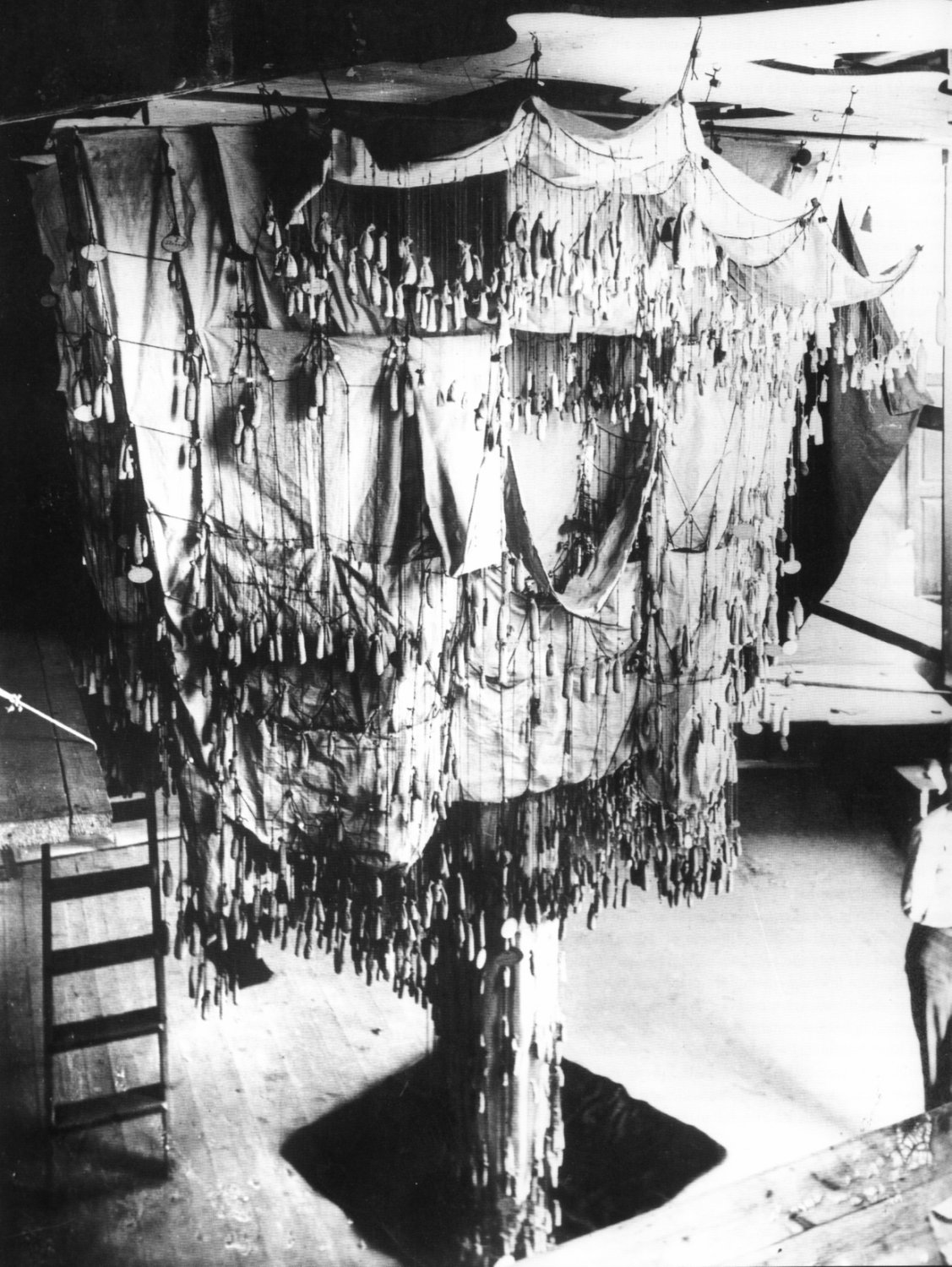
Maqueta polifunicular per a l'església de la Colònia Güell

El 1898, Gaudí projectà un temple de planta oval de 25 × 63 m, amb cinc naus, una central i dues a cada costat, amb diverses torres i un cimbori de 40 m d'altura. L'arquitecte ideà un conjunt plenament integrat a la natura, conforme al concepte que tenia de l'arquitectura com a estructura orgànica; per a ell, la natura mostra les formes més idònies per a la construcció, que es reflecteixen en formes geomètriques reglades com són el paraboloide hiperbòlic, l'hiperboloide, l'helicoide i el conoide. La primera pedra fou col·locada el 4 d'octubre de 1908, i la cripta fou consagrada el 3 de novembre de 1915 pel bisbe de Barcelona Enric Reig i Casanova, essent dedicada al Sagrat Cor de Jesús. Lamentablement, aquesta fou l'única part construïda, ja que a la mort d'Eusebi Güell el 1918 els seus fills abandonaren el projecte.
Aquesta obra serví a Gaudí de banc de proves on experimentar aquestes noves solucions estructurals, que després va aplicar a obres com la Sagrada Família. L'arquitecte ideà un nou i curiós mètode de calcular l'estructura: en un coberter junt a les obres construí una maqueta a gran escala (1:10), de 4 m d'altura, on instal·là un muntatge confeccionat amb uns cordills dels que penjaven petits sacs plens de perdigons. En un tauler de fusta fixat al sostre dibuixà la planta de l'església, i dels punts sustentants –columnes, intersecció de parets– penjà els cordills (per als funiculars) amb els sacs de perdigons (per a les càrregues), que així suspesos donaven la corba catenària resultant, tant en arcs com en voltes. D'aquí treia una fotografia, que un cop invertida donava l'estructura de columnes i arcs que Gaudí estava buscant. Sobre aquestes fotografies Gaudí pintava, amb aiguada o pastel, el contorn ja definit de l'església, remarcant fins a l'últim detall de l'edifici, tant arquitectònic com estilístic i decoratiu.
En la confecció de la maqueta intervingueren el seu ajudant Francesc Berenguer, el modelista Joan Bertran, el paleta Agustí Massip, el fuster Joan Munné i un enginyer alsacià que treballava a Aigües de Barcelona, Eduard Goetz. Aquesta maqueta fou reconstruïda el 1982 a Stuttgart per Jos Tomlow, Arnold Walz i Rainer Gräfe sota la direcció de Frei Otto i Jan Molema; actualment es troba al Museu de la Sagrada Família.

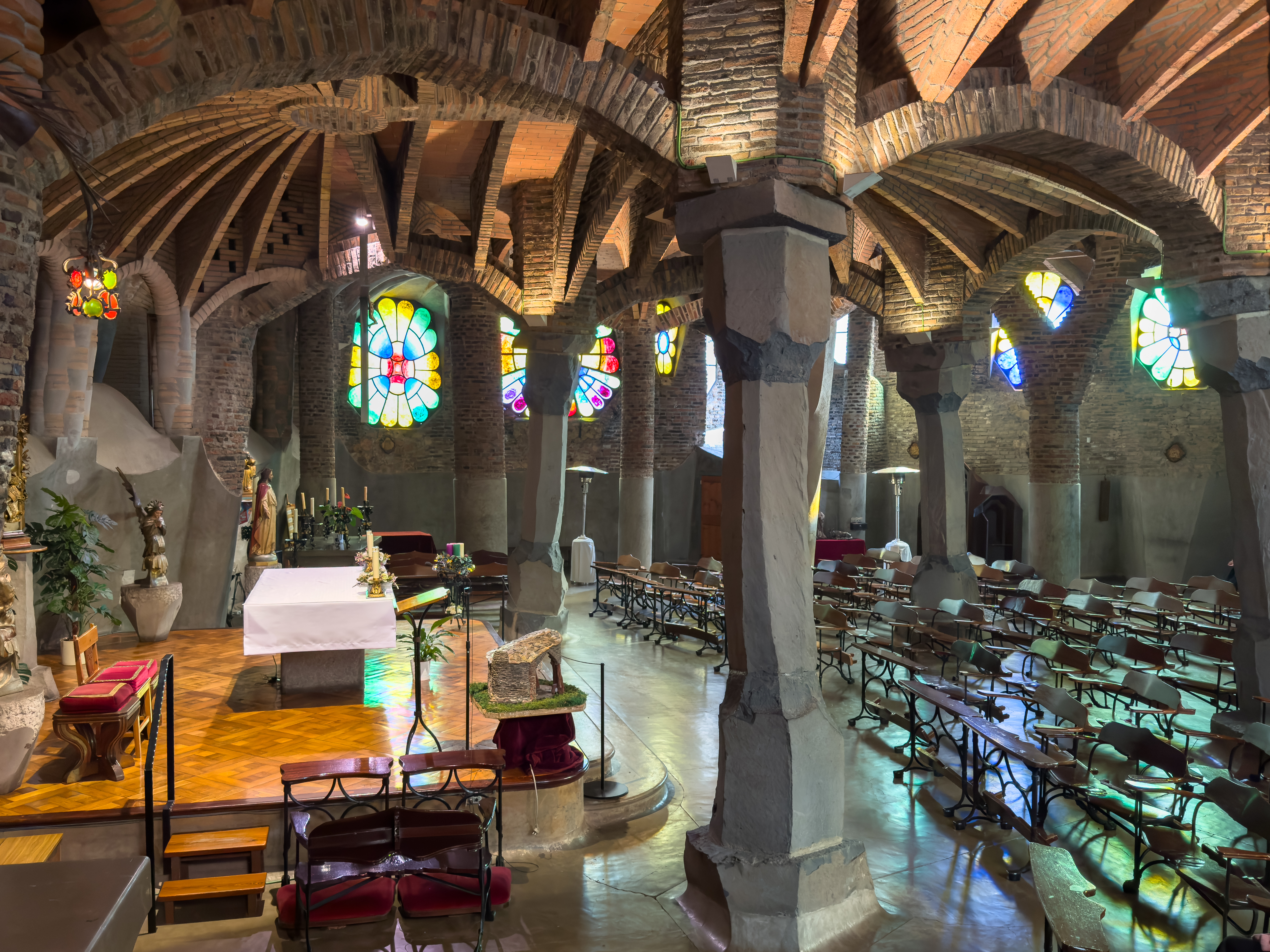
Interior de la cripta

Per a integrar l'església en el paisatge, Gaudí projectà la superposició d'estructures de diversos materials: la part inferior està composta de murs de paraboloide hiperbòlic fets amb pedra basàltica negra i maó cremat, en paral·lel amb el terreny obscur sobre el que s'aixeca l'edifici; a mitjana altura utilitza maó normal de color burell vermellós, a to amb els pins que voregen l'edifici; i a la part superior –si s'hagués construït– haurien figurat tons verds, en contrast amb les branques dels arbres, i blau, groc i blanc per entonar amb els colors del cel.
Tanmateix, aquesta estructura té un sentit simbòlic religiós d'ascensió des del pla terrenal fins al celestial. Sobre les torres haurien figurat uns coloms blancs, en relació al nom del poble. Segons la idea original de Gaudí, la cripta hauria estat dedicada a la tomba de Jesús i l'església superior al Calvari, en un conjunt al·lusiu al Sant Sepulcre de Jerusalem. Aquesta idea havia intentat aplicar-la ja al Parc Güell, projecte que també preveia una església que finalment no es construí, col·locant-se en el seu lloc el monument al Calvari, conegut avui dia com a Turó de les Tres Creus.
La cripta fou assaltada i incendiada el 19 de juliol de 1936, durant el transcurs de la Guerra Civil, perdent-se nombrosos plànols i documents deixats per Gaudí, així com la maqueta polifunicular original. Destinada a magatzem, el 1939 fou restaurada, convertint-se en parròquia el 20 de juliol de 1955 amb la benedicció del bisbe de Barcelona Gregorio Modrego.
Entre el 1999 i el 2002, i per iniciativa de la Diputació de Barcelona i els ministeris de Cultura i Foment, la cripta fou restaurada de nou i se substituí la coberta, sota la direcció de l'arquitecte Antoni González Moreno-Navarro. Aquesta intervenció ha patit nombroses crítiques per no respectar la voluntat original de Gaudí i per esguerrar nombrosos elements estructurals originals.
El 2005, fou declarada Patrimoni de la Humanitat per la UNESCO.

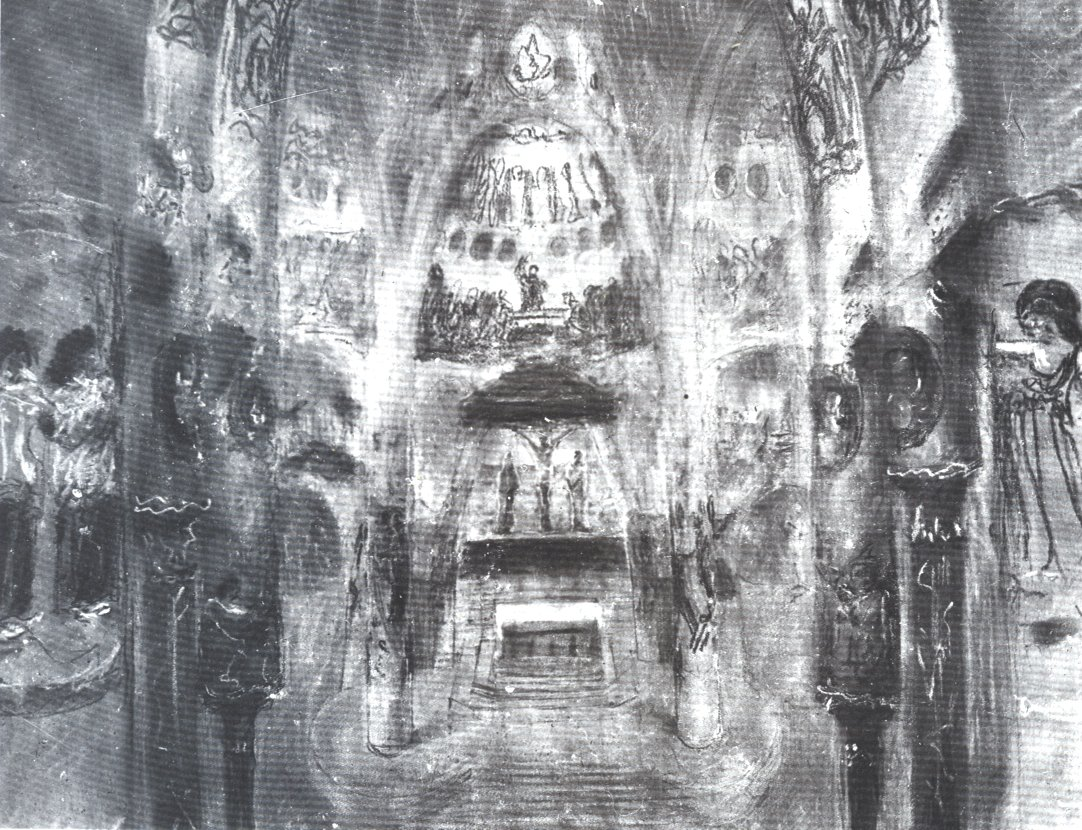
Interior del temple, dibuix original de Gaudí (1910)
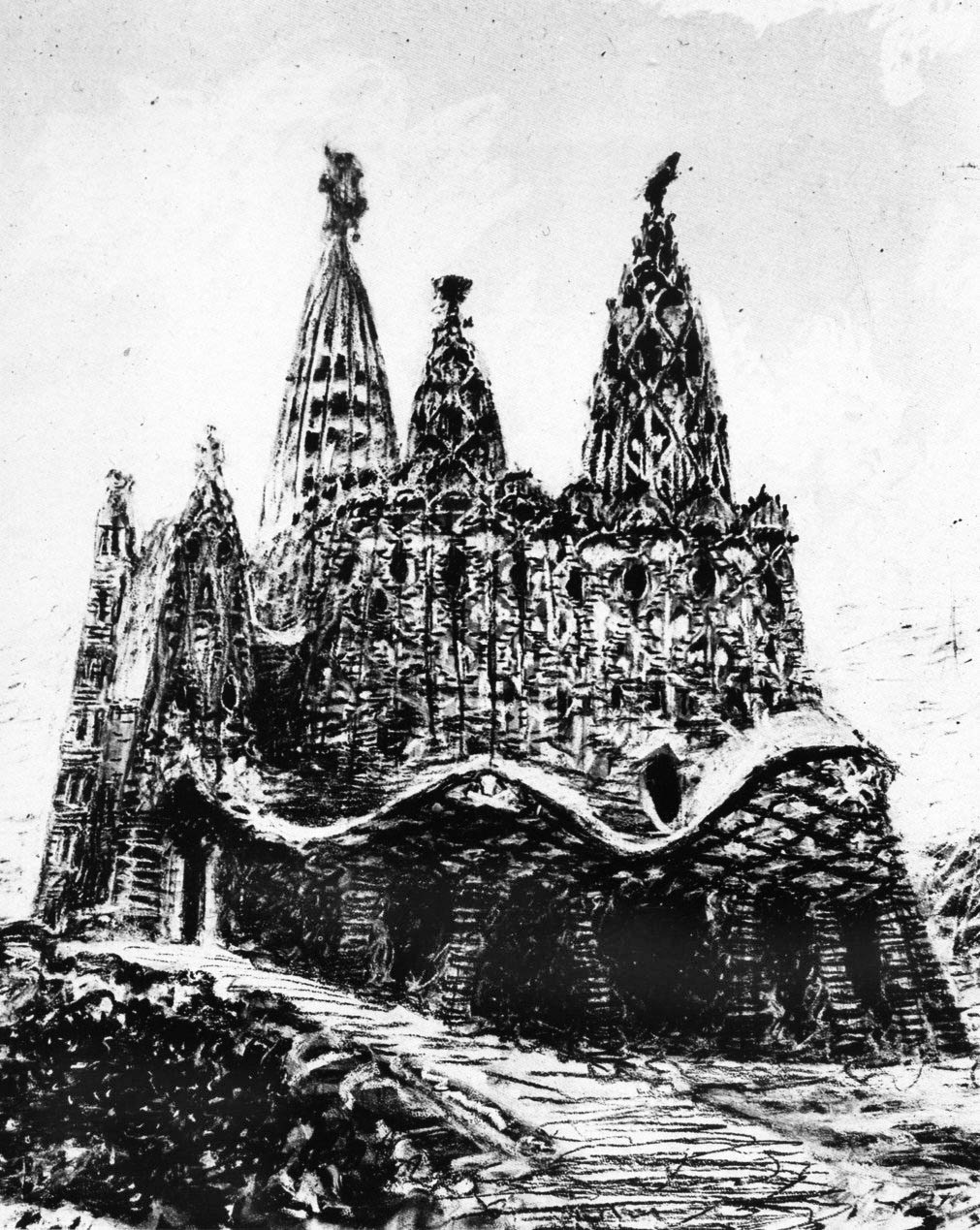
Façana est, dibuix original de Gaudí (1910)
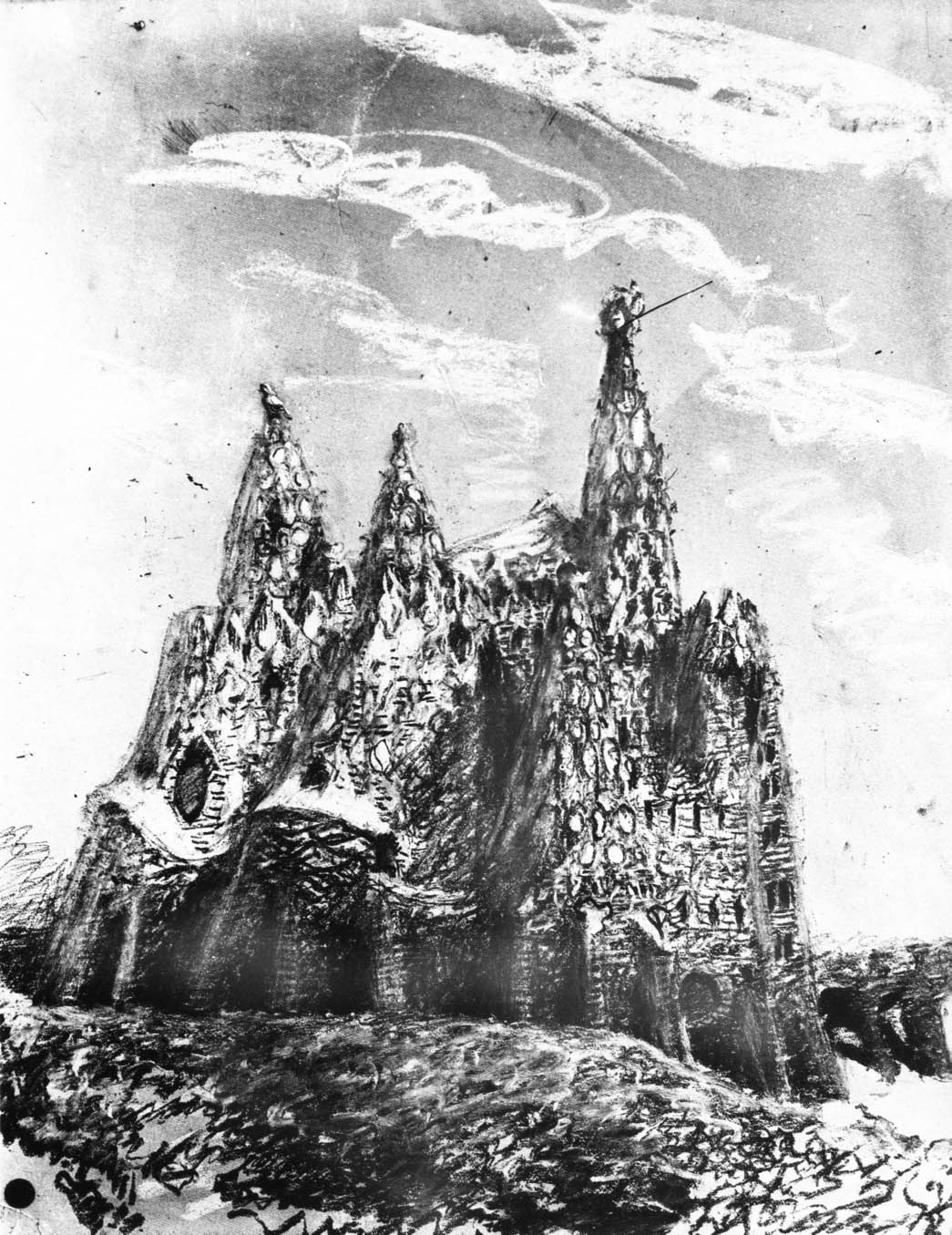
Façana oest
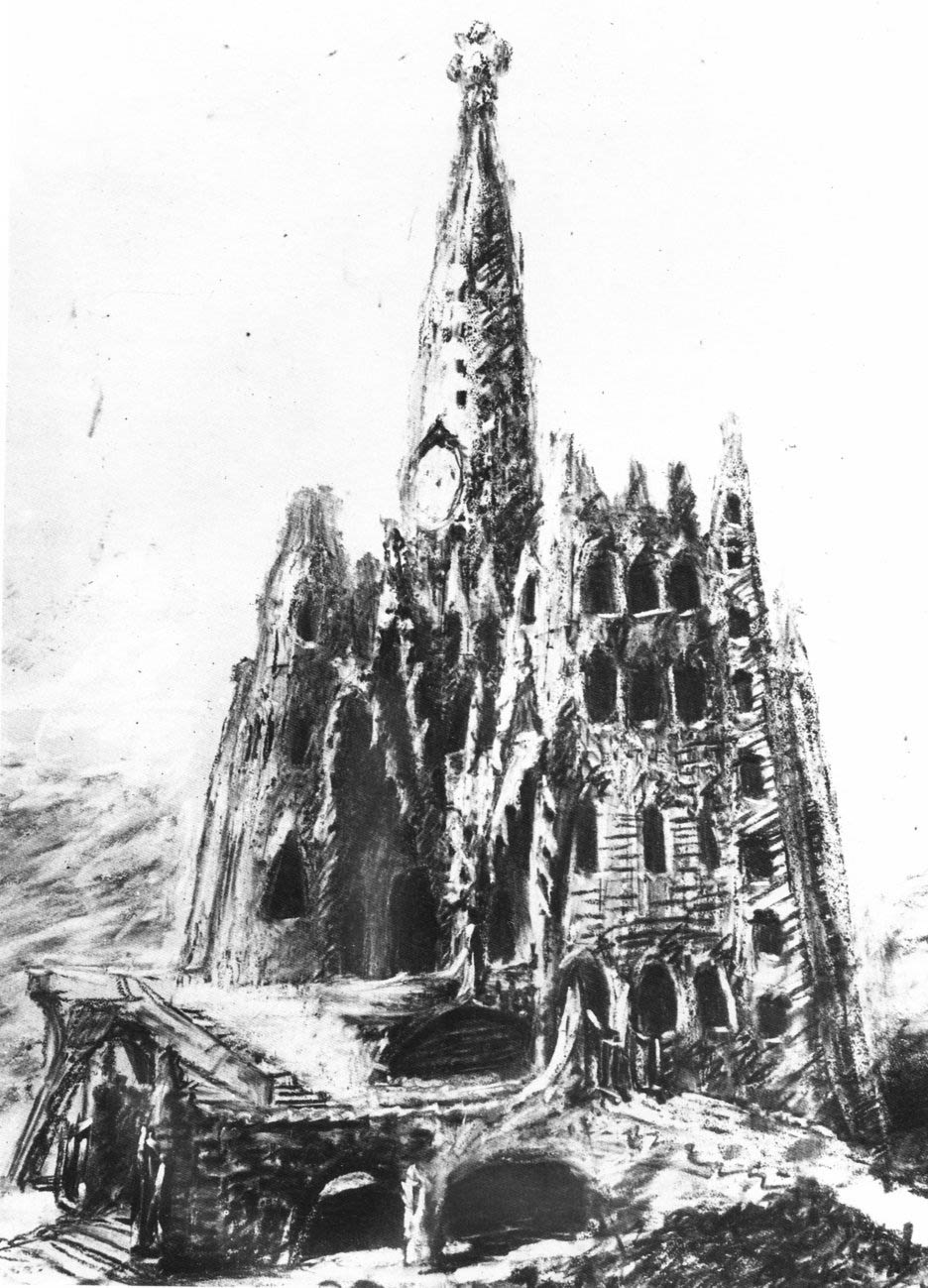
Façana sud

### Exterior
A l'exterior hi la nau inferior de planta aproximadament oval, anomenada popularment la cripta, el pòrtic exterior de columnes guerxes i arcs que sustenten les voltes parabolicohiperbòliques que, alhora, suporten una rampa que havia d'ésser l'escalinata principal d'accés a la nau superior, un campanar i l'escala de ponent de l'edifici.
El pòrtic de voltes de paraboloide hiperbòlic que antecedeix a la cripta és el primer lloc on Gaudí emprà aquesta estructura i primer exemple de voltes paraboloïdals a la història de l'arquitectura. El pòrtic està també decorat amb rajoles, destacant unes grans creus de Sant Andreu en forma de X. La porta d'entrada mostra a la seva part superior una composició ceràmica que representa les quatre virtuts cardinals, amb els seus corresponents símbols: la Prudència una guardiola, la Justícia una balança, la Fortalesa una armadura i un casc i la Temperància un porró i un ganivet tallant pa.
La clau de volta del pòrtic conté un crismó de la Santíssima Trinitat, amb la lletra P (de Pater) en color groc, símbol de la llum; la F (de Filius) en vermell, símbol de martiri; i la S (de Spiritus) en taronja, síntesi dels altres dos. Al llarg de la cripta destaca tanmateix la decoració amb peixos, símbol de Jesús, ja que peix en grec és ikhthus, acrònim de Iesus Khristos Theos Uios Soter (Jesús Crist Déu Fill Salvador).

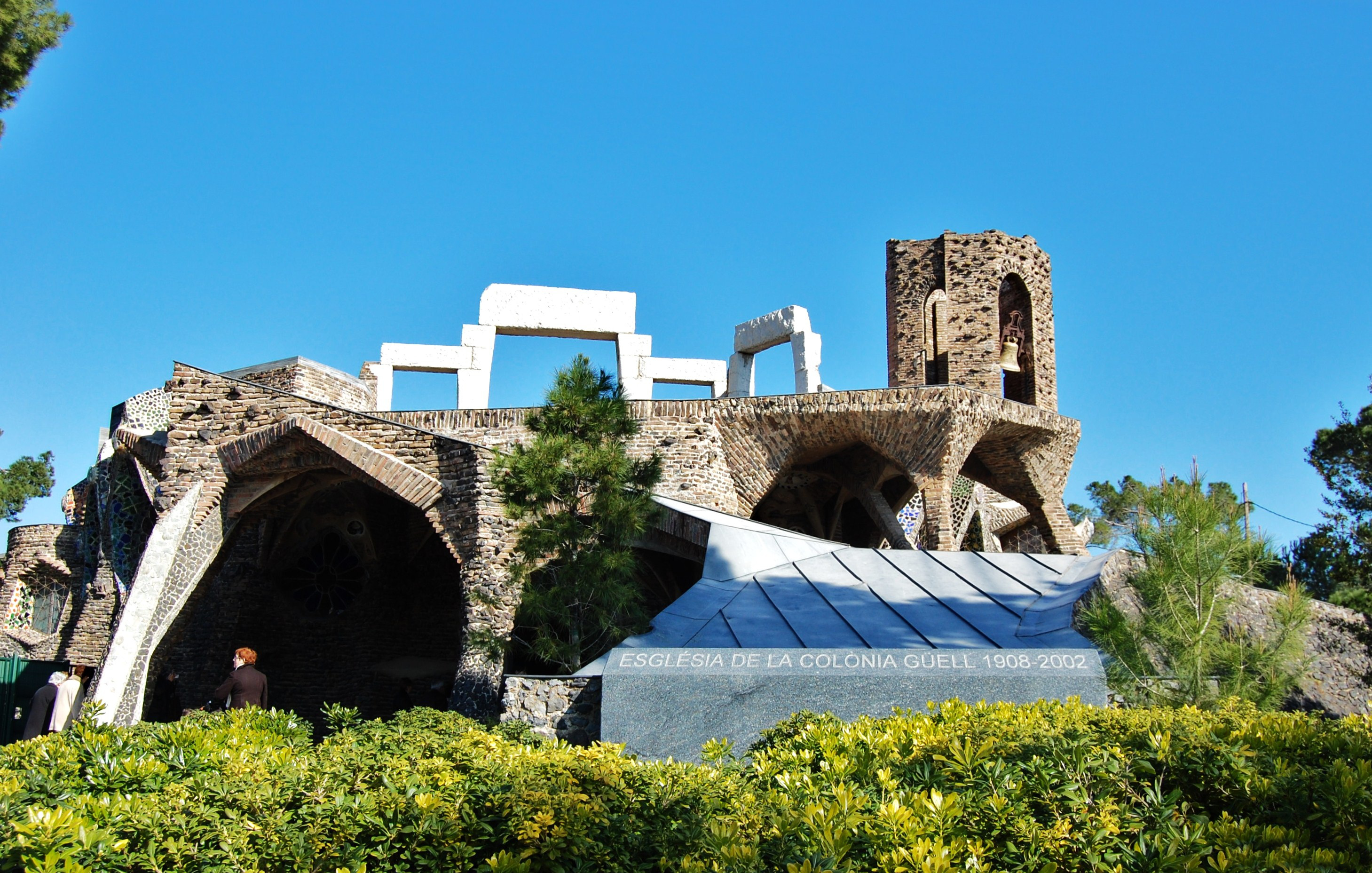
Vista exterior
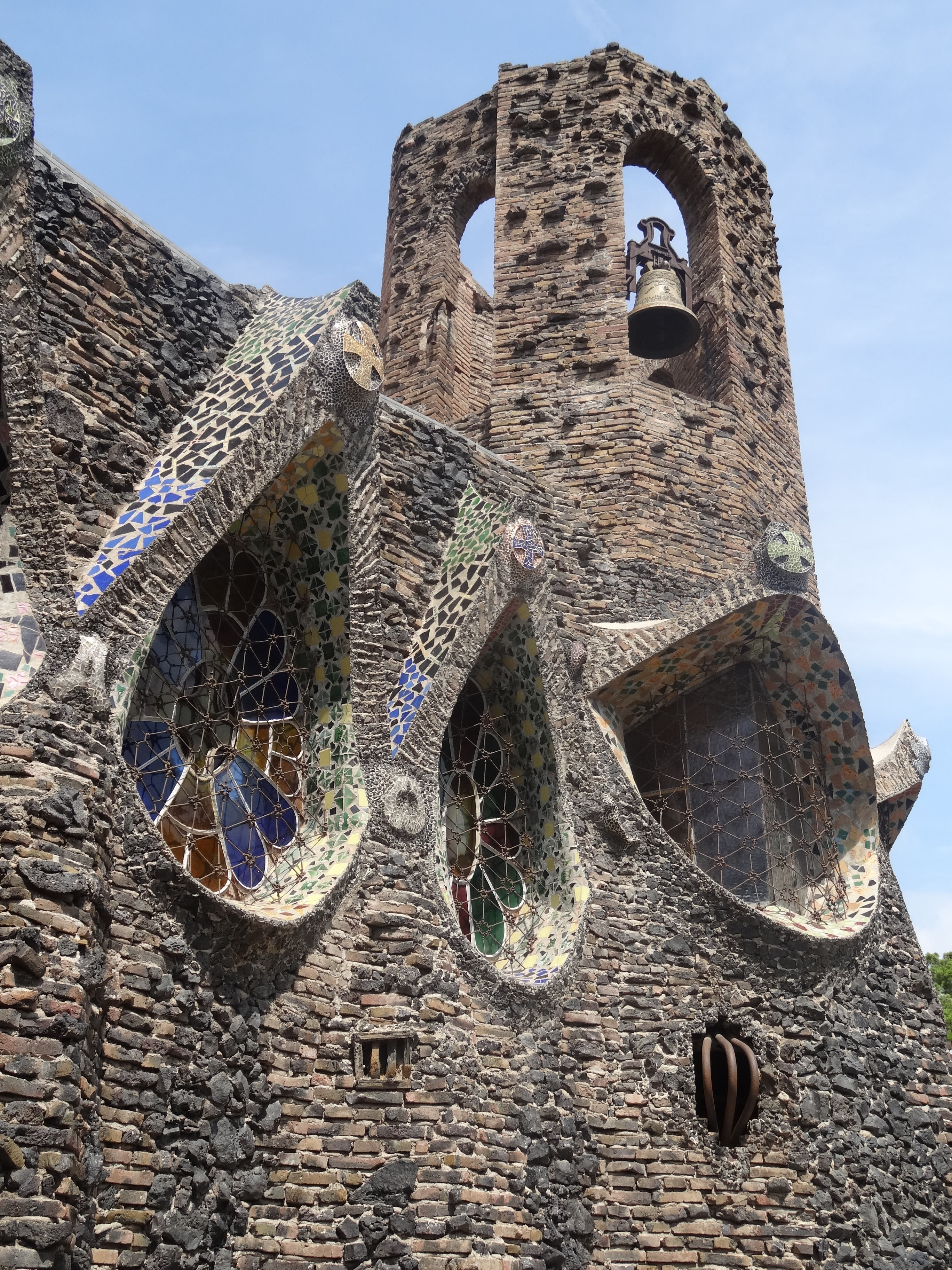
Finestrals i campanar
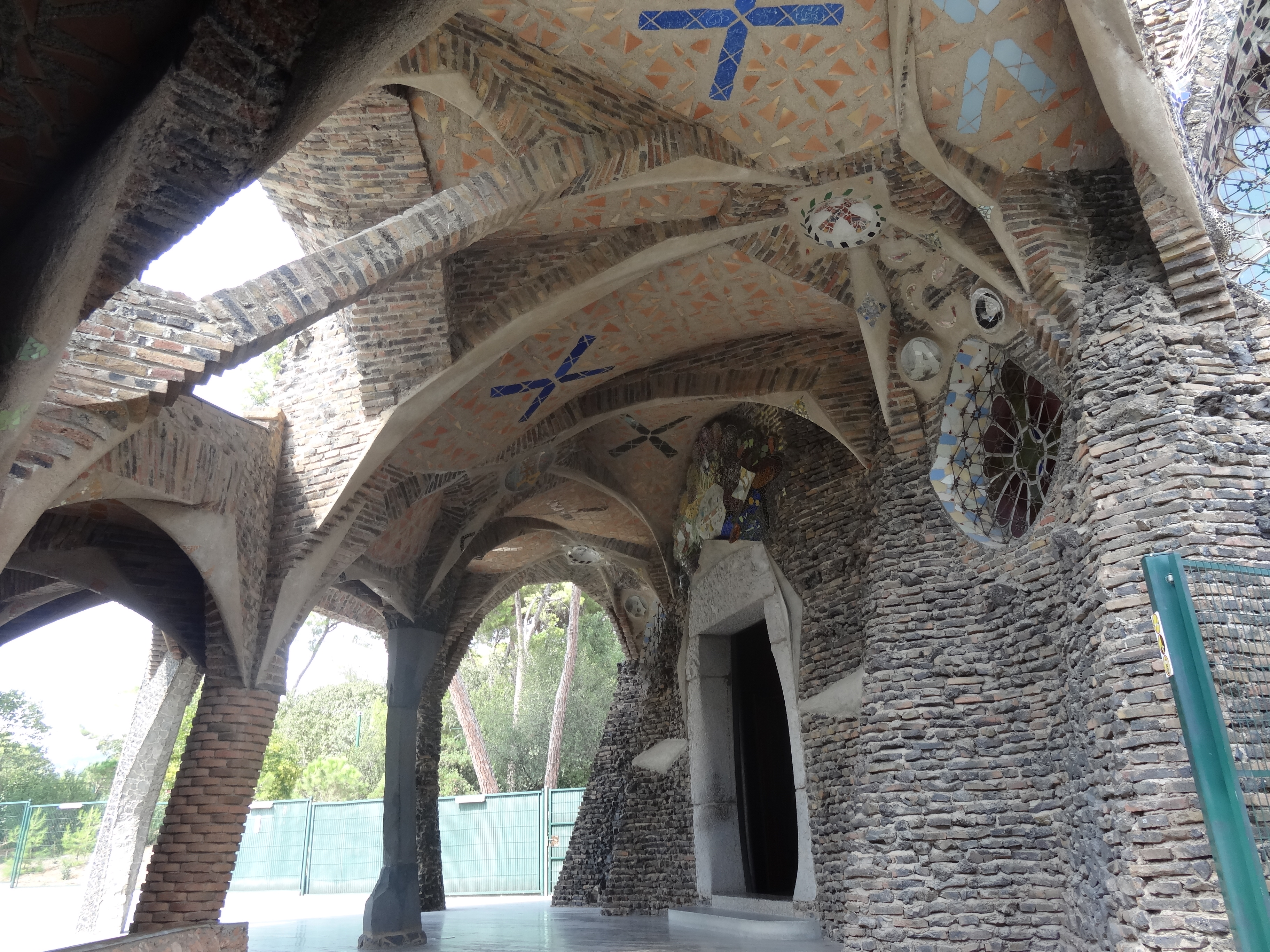
Pòrtic de voltes de paraboloide hiperbòlic
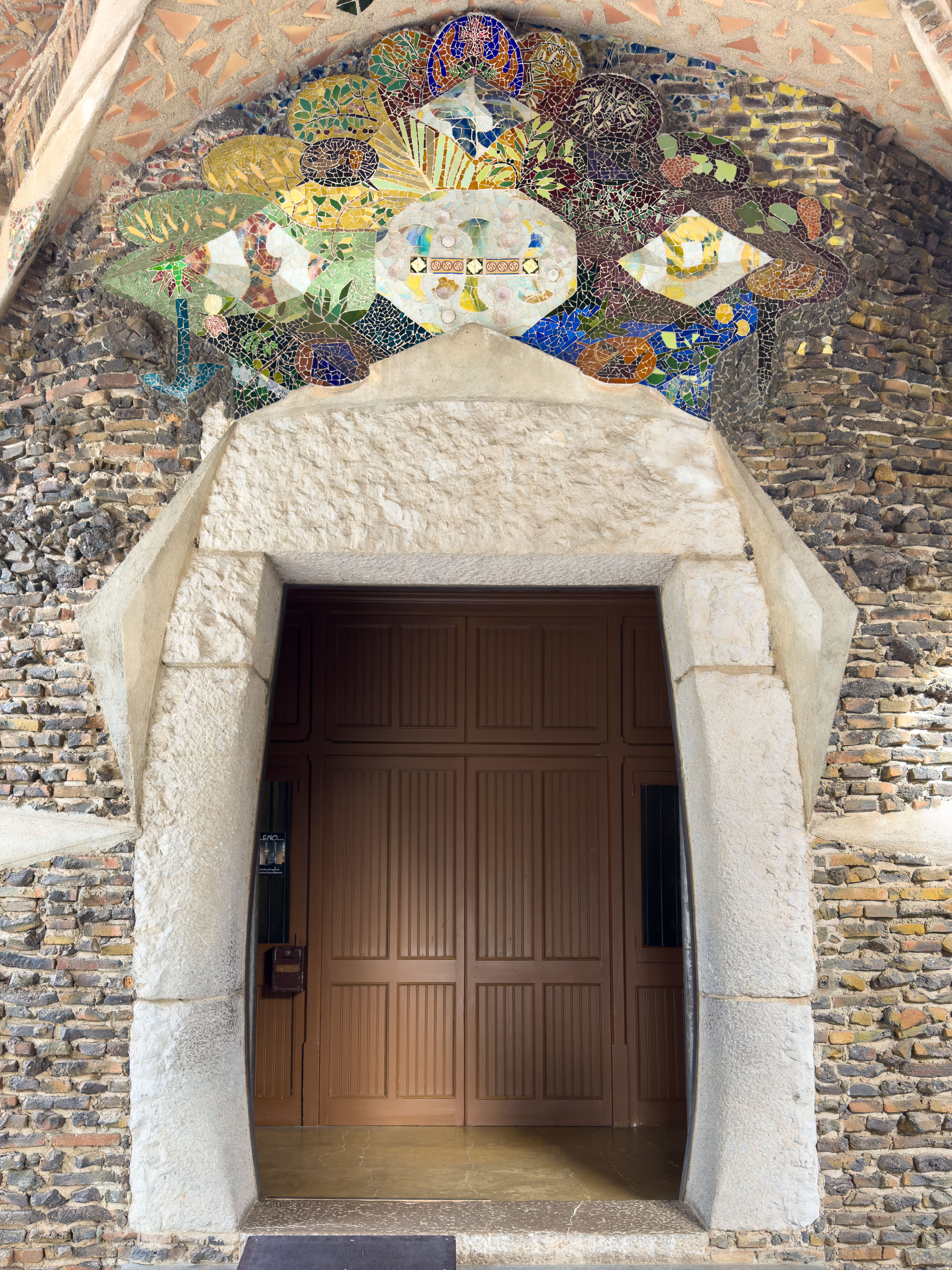
Composició ceràmica que representa les quatre virtuts cardinals
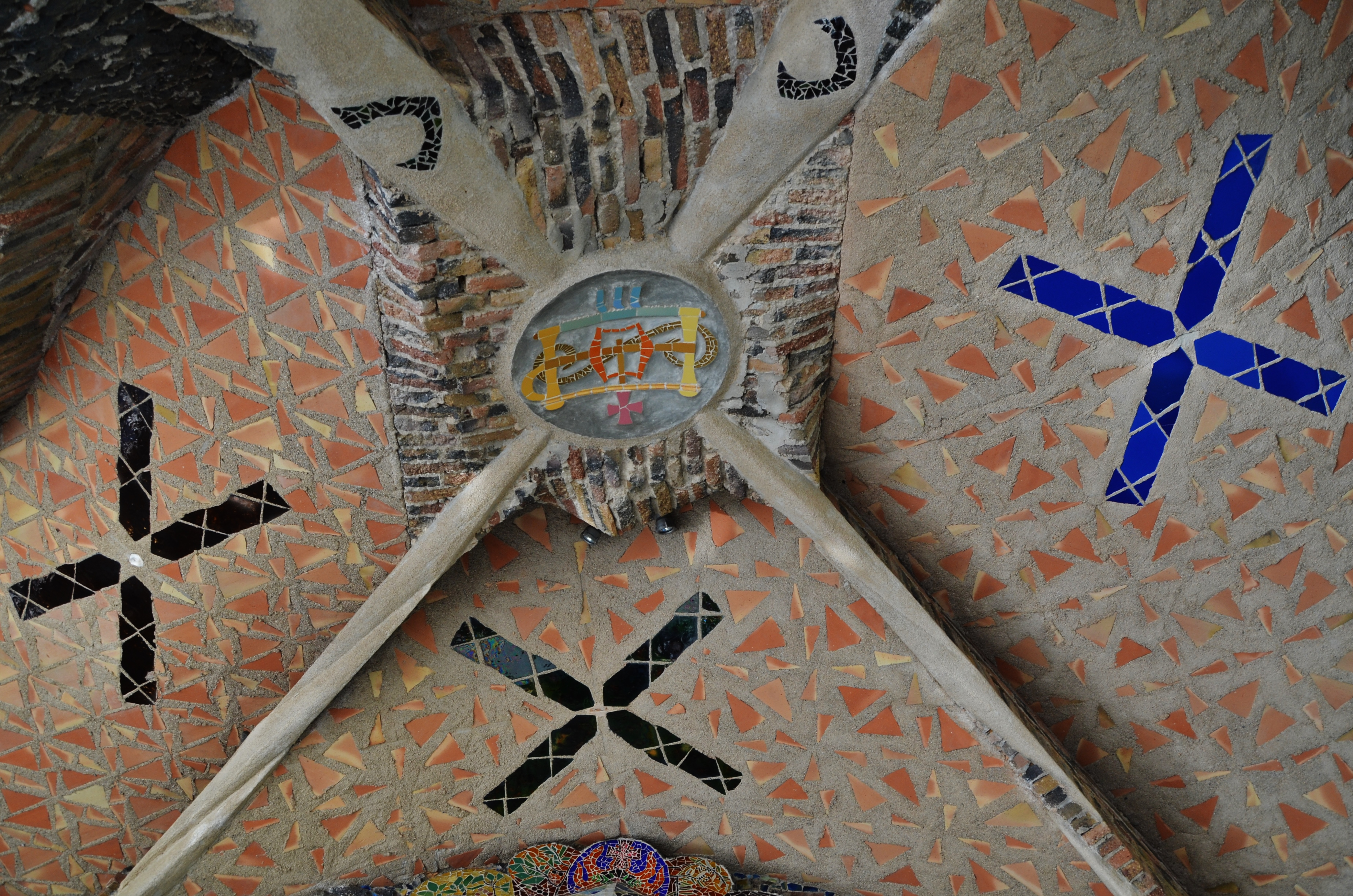
Creus de Sant Andreu al sostre del pòrtic
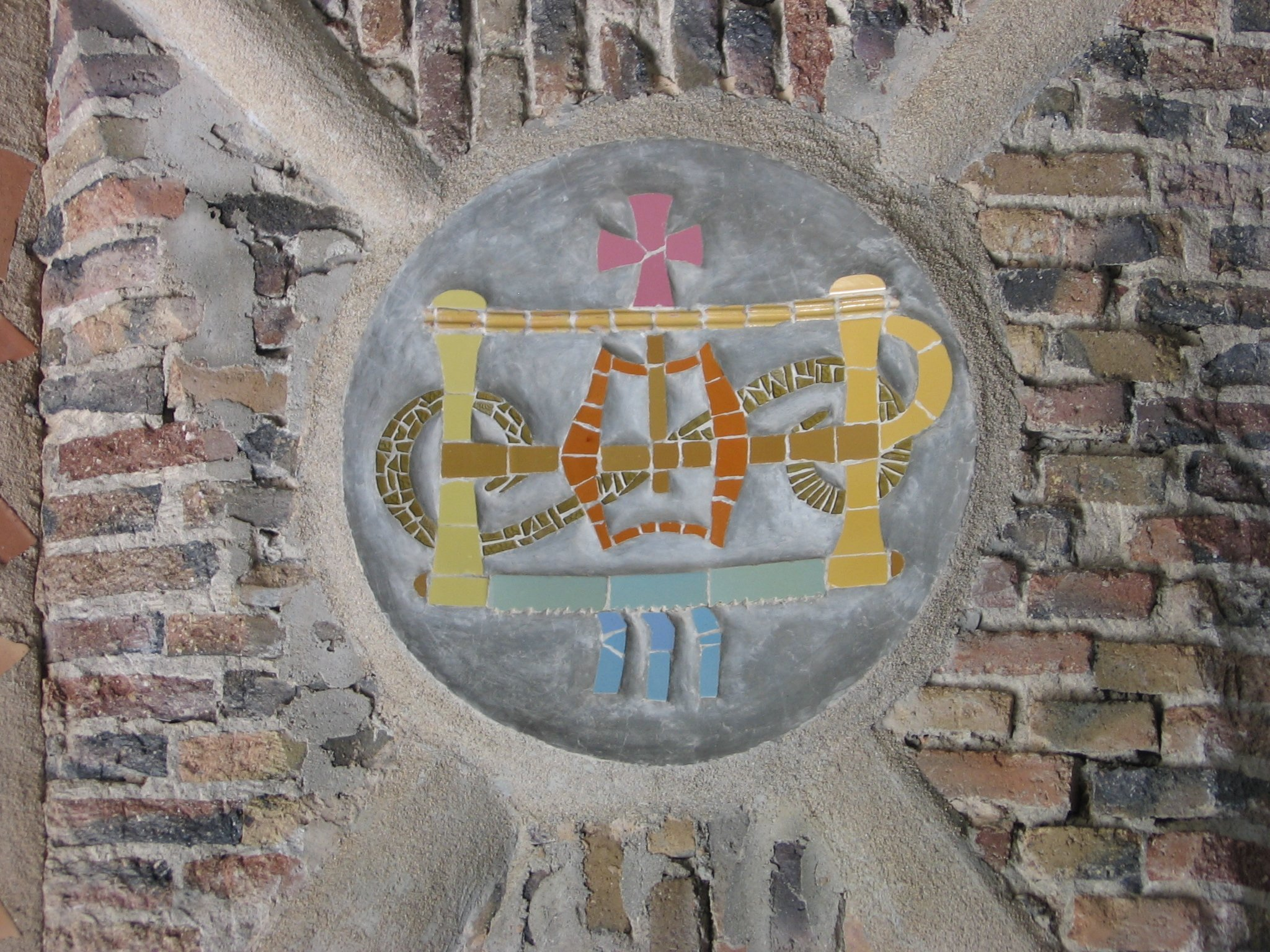
Crismó trinitari a la clau de volta del pòrtic

### Interior
A la cripta destaquen els grans finestrals, de forma hiperboloidal, coberts amb vidres de colors en forma de pètals de flor o ales de papallona. A l'interior s'alternen pilars circulars de maó amb columnes inclinades de basalt de Castellfollit de la Roca. La cripta té tres altars: el central projectat per Josep Maria Jujol; el de la dreta dedicat a la Verge de Montserrat, obra d'Isidre Puig i Boada; i el de l'esquerra dedicat a la Sagrada Família, obra també de Jujol. En un lateral se situa la capella del Sant Crist.
Gaudí dissenyà també el mobiliari de l'interior, uns bancs amb reclinatori col·locats de forma circular entorn de l'altar major. Destaquen tanmateix les piles d'aigua beneïda, confeccionades amb grans petxines marines procedents de les Filipines, que arribaven a mans de Gaudí de part d'EusebiGüell, el sogre del qual, Antonio López y López, marquès de Comillas, era propietari de la Companyia Transatlàntica, que feia la ruta amb l'antiga colònia espanyola.

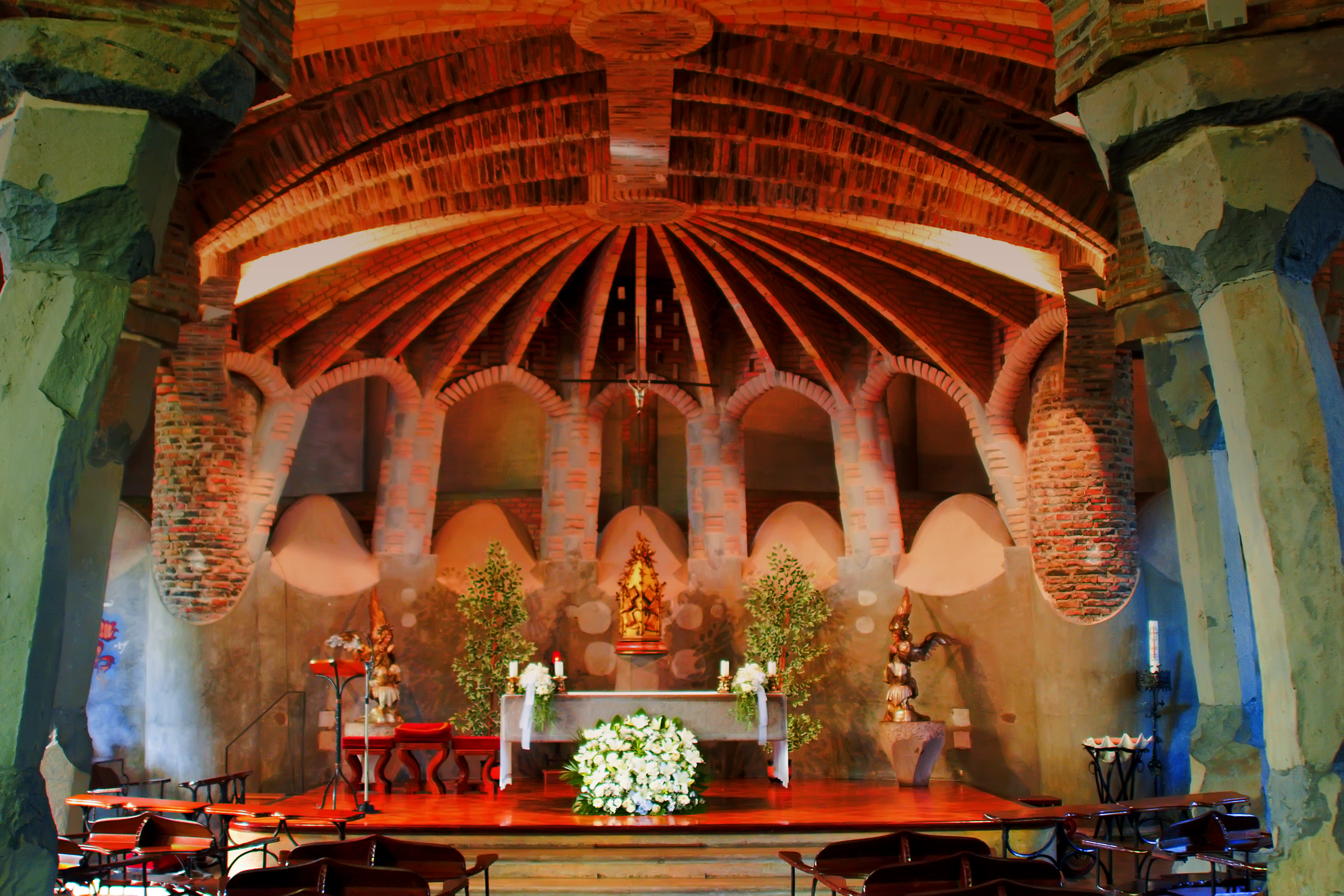
Altar central
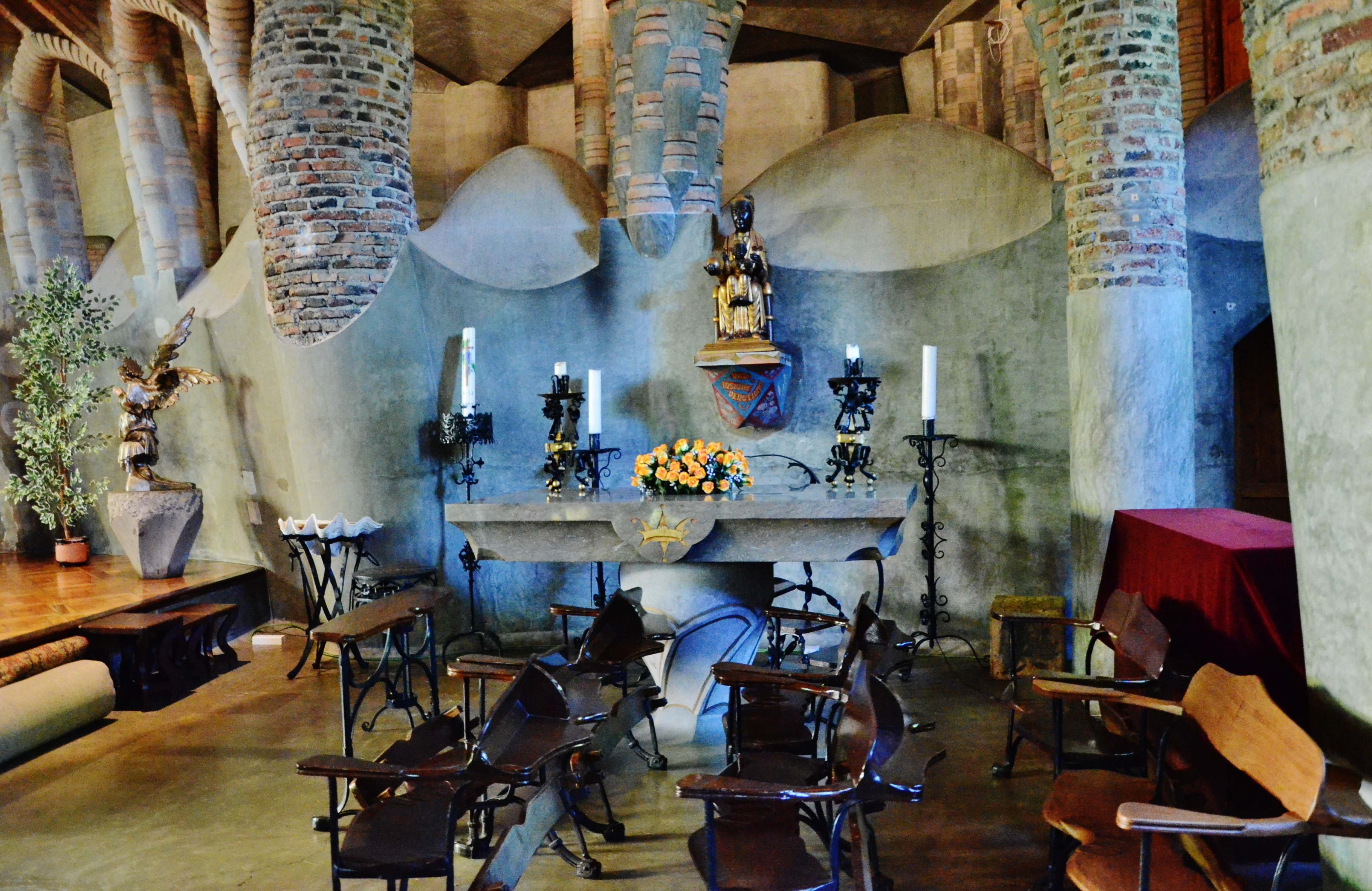
Altar dedicat a la Verge de Montserrat
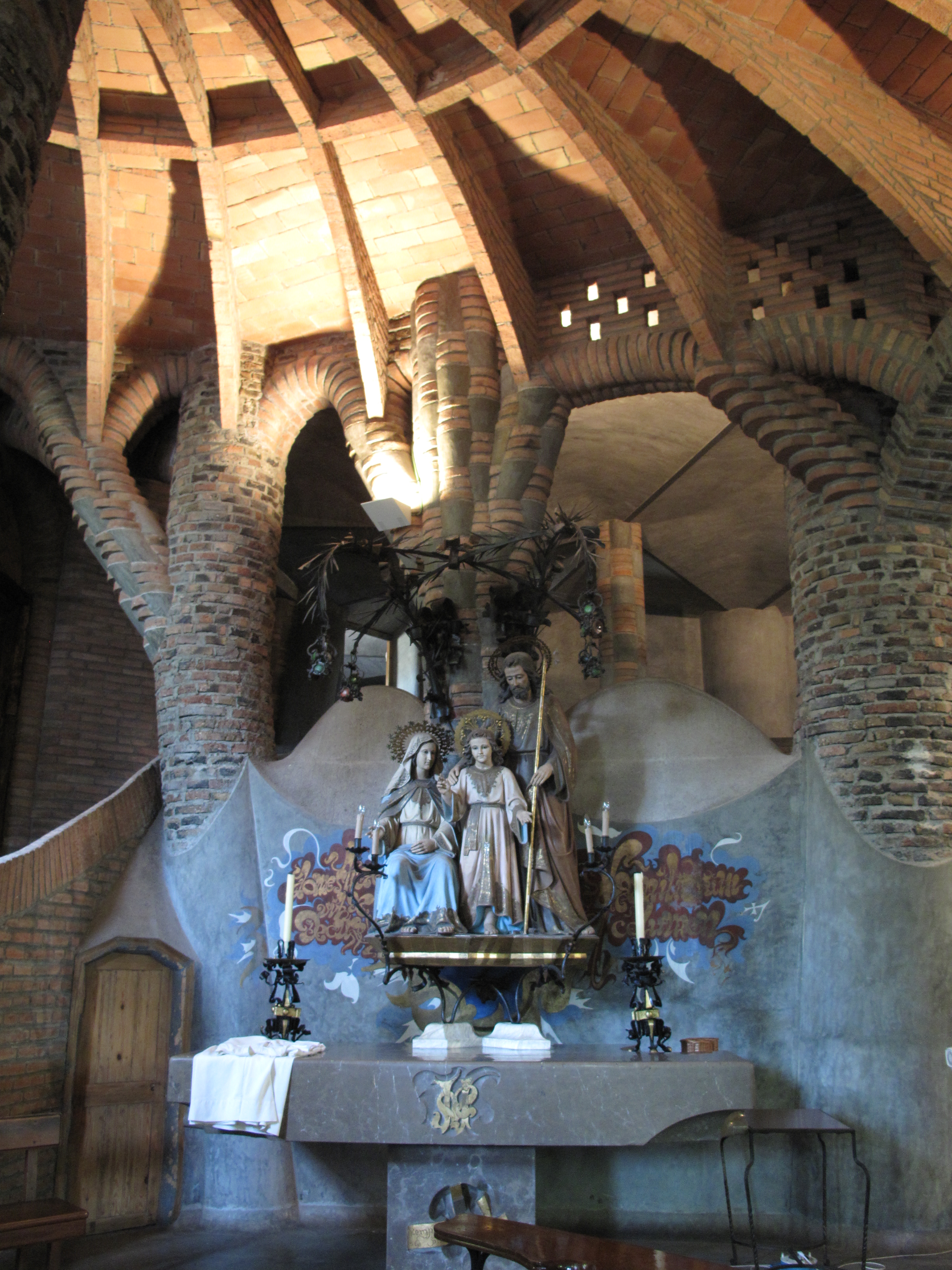
Altar dedicat a la Sagrada Família
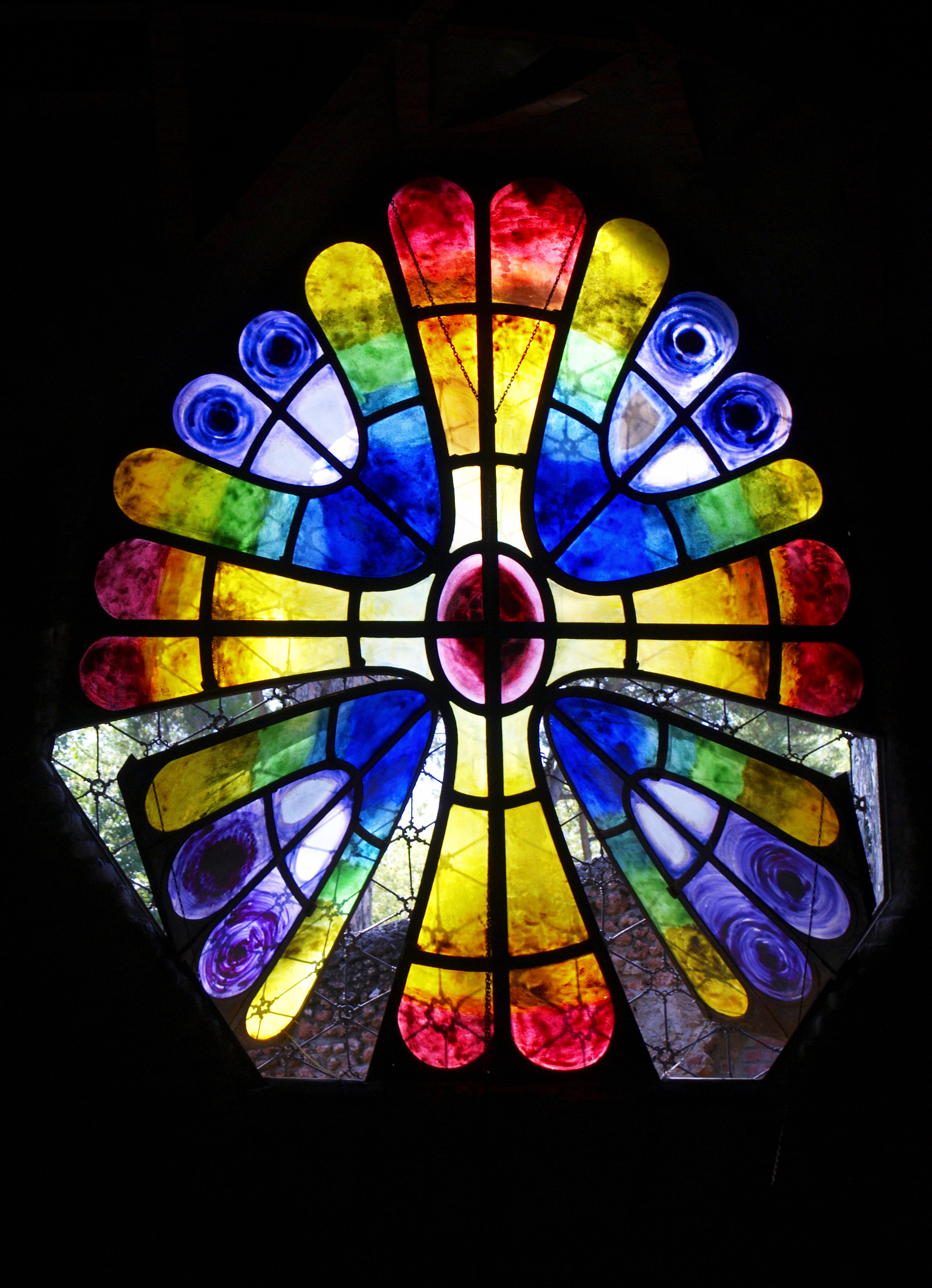
Finestral cobert amb vidres de colors en forma d'ales de papallona
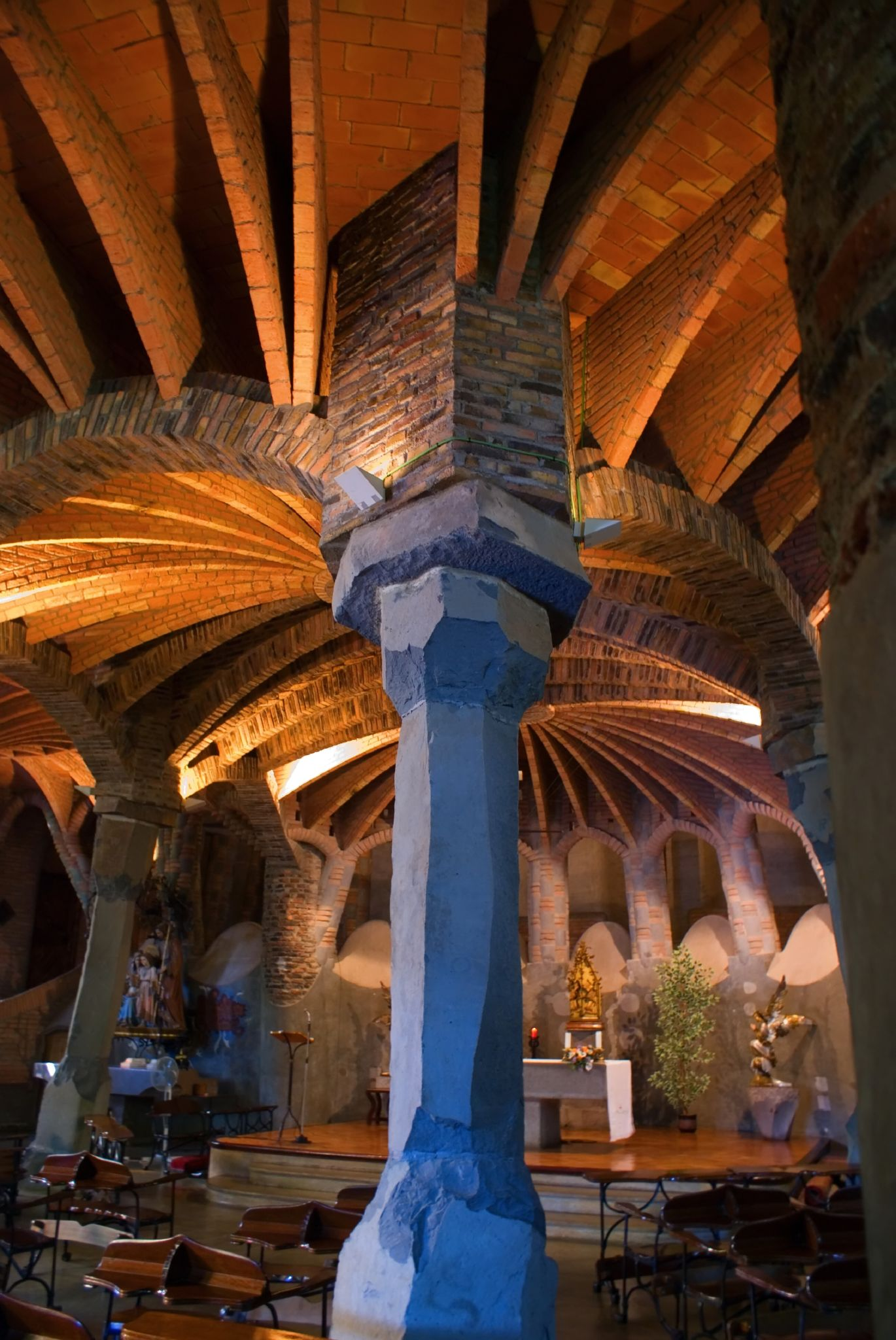
Columna inclinada de basalt de Castellfollit de la Roca
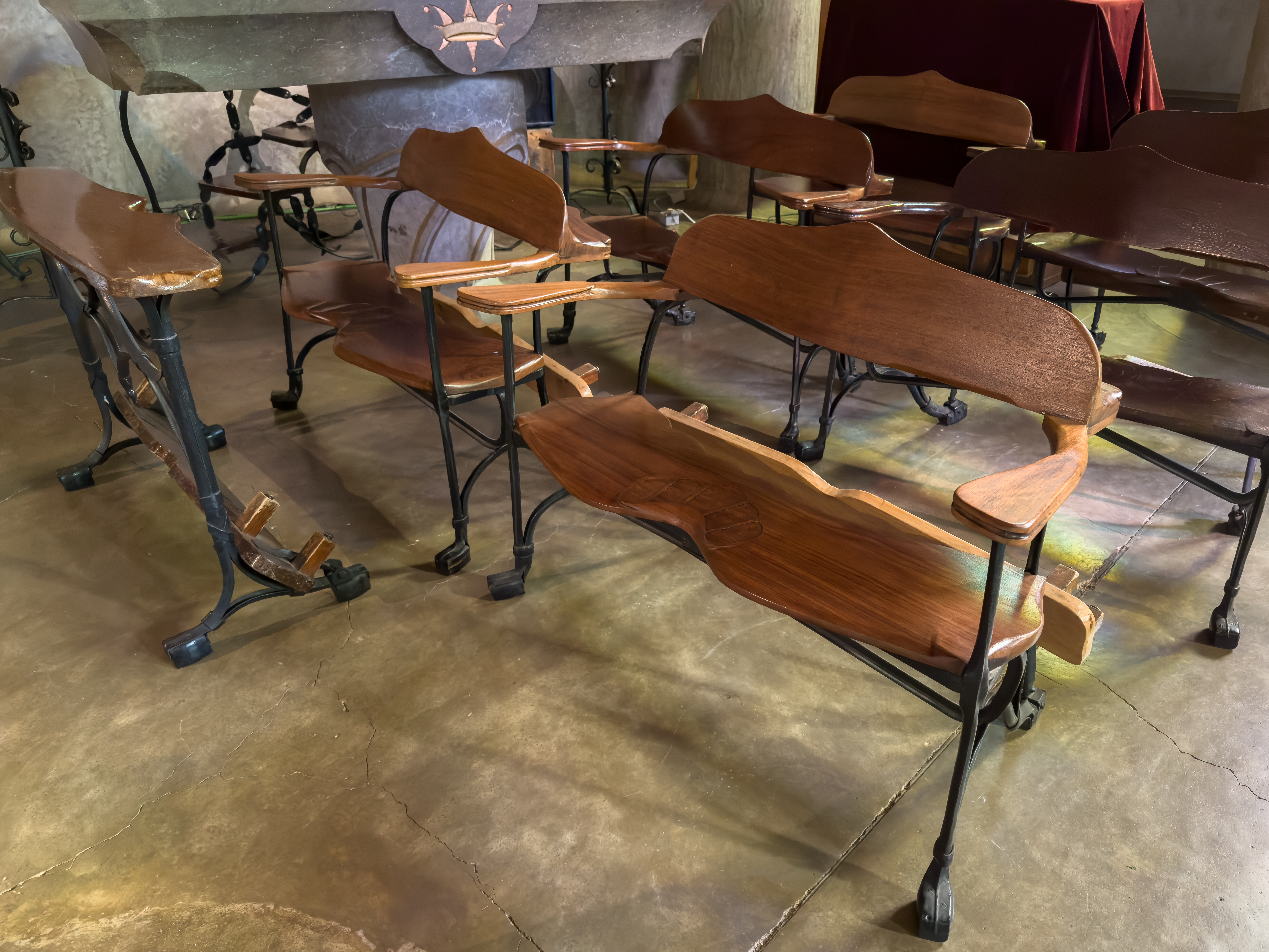
Bancs amb reclinatori, dissenyats per Gaudí
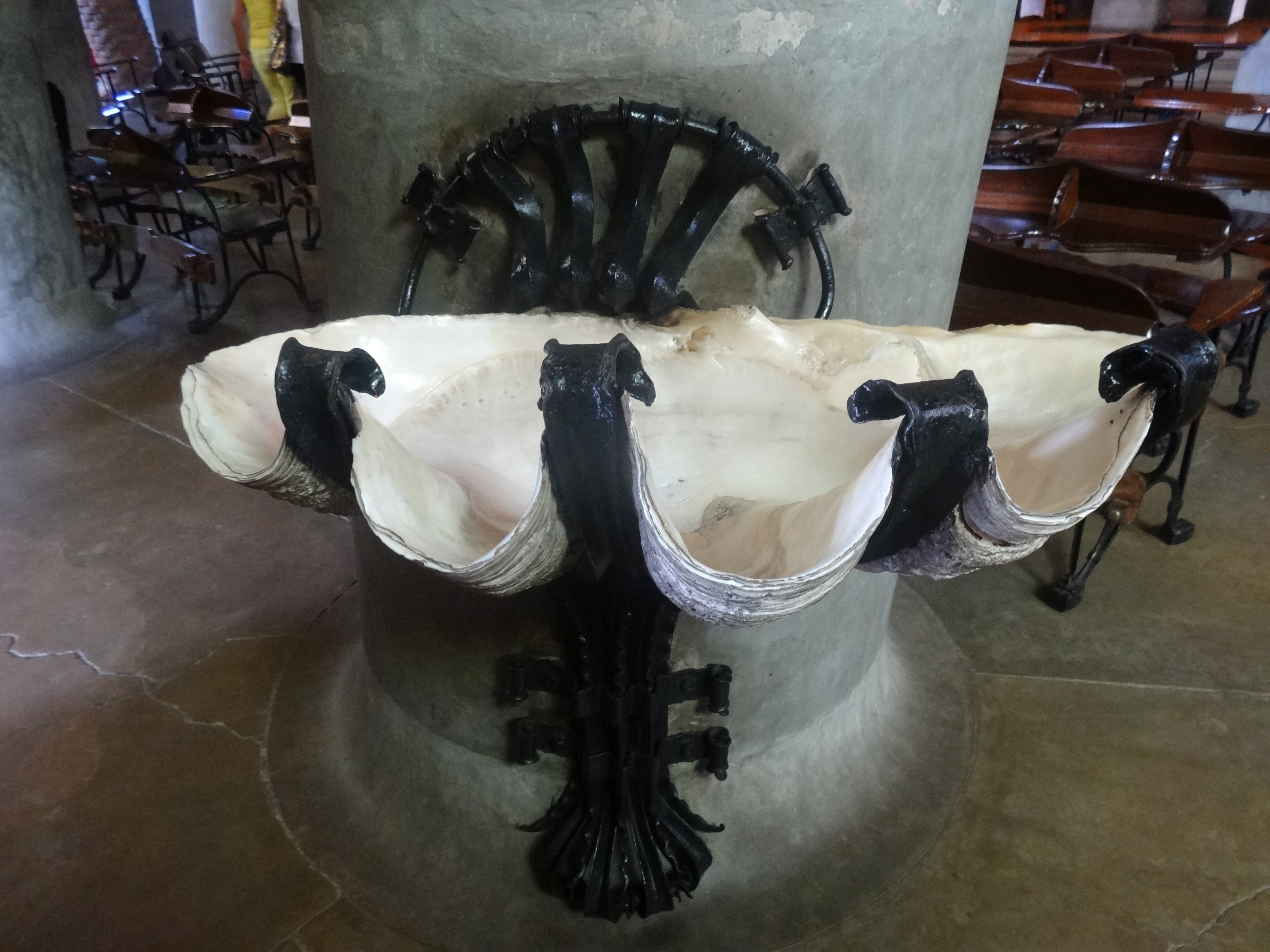
Pila d'aigua beneïda, confeccionada amb una gran petxina marina procedent de les Filipines